# Distretto di Nitra
Il distretto di Nitra (in slovacco: okres Nitra) è uno dei distretti della regione di Nitra, nella Slovacchia occidentale. È il più popolato dei 79 distretti della nazione.
Fino al 1918, la maggior parte dell'attuale distretto apparteneva alla contea di Nitra, eccetto Vráble a est che faceva parte della contea di Tekov.

## Geografia antropica
Il distretto è composto da 2 città e 60 comuni:

### Città
- Nitra
- Vráble

### Comuni
- Alekšince
- Báb
- Babindol
- Bádice
- Branč
- Cabaj-Čápor
- Čab
- Čakajovce
- Čechynce
- Čeľadice
- Čifáre
- Dolné Lefantovce
- Dolné Obdokovce
- Golianovo
- Horné Lefantovce
- Hosťová
- Hruboňovo
- Ivanka pri Nitre
- Jarok
- Jelenec

- Jelšovce
- Kapince
- Klasov
- Kolíňany
- Lehota
- Lúčnica nad Žitavou
- Lukáčovce
- Lužianky
- Ľudovítová
- Malé Chyndice
- Malé Zálužie
- Malý Cetín
- Malý Lapáš
- Melek
- Mojmírovce
- Nitrianske Hrnčiarovce
- Nová Ves nad Žitavou
- Nové Sady
- Paňa
- Podhorany

- Pohranice
- Poľný Kesov
- Rišňovce
- Rumanová
- Svätoplukovo
- Štefanovičová
- Štitáre
- Šurianky
- Tajná
- Telince
- Veľká Dolina
- Veľké Chyndice
- Veľké Zálužie
- Veľký Cetín
- Veľký Lapáš
- Vinodol
- Výčapy-Opatovce
- Zbehy
- Žirany
- Žitavce